# Pseudanarta pulverulenta
Pseudanarta pulverulenta là một loài bướm đêm trong họ Noctuidae.